# Руби Гильман: Приключения кракена-подростка
«Ру́би Ги́льман: Приключе́ния кра́кена-подро́стка» (англ. Ruby Gillman, Teenage Kraken) — американский компьютерно-анимационный комедийный экшен-фильм, созданный студией DreamWorks Animation и распространяемый Universal Pictures. Режиссёром выступил Кирк де Микко, сорежиссёром — Фэрин Перл, а сценаристами — Пэм Брэди, Брайан Си Браун и Эллиотт ди Джузеппи. Главные роли озвучили Лана Кондор, Тони Коллетт, Энни Мерфи, Колман Доминго и Джейн Фонда; также в озвучке принимали участие Сэм Ричардсон, Лайза Коши, Уилл Форте, Джабук Янг-Уайт, Блю Чепмен, Рамона Янг и Эдуардо Франко. Сюжет рассказывает о застенчивой, но доброй шестнадцатилетней девушке по имени Руби Гильман (Кондор), отчаянно пытающейся вписаться в человеческое окружение, однако нарушая запрет матери (Коллетт) приближаться к океану, она узнаёт, что является прямым потомком закалённых в боях кракенов, поколениями защищавших землю и море от русалок, и что ей суждено унаследовать трон от своей властной бабушки, Королевы-воительницы семи морей (Фонда).
DreamWorks Animation разрабатывала мультфильм на протяжении нескольких лет с тех пор, как Браун и ди Джузеппи предложили свою идею студии. Проект был анонсирован в июне 2021 года под названием «Знакомство с Гильманами», тогда же начались поиски актёров, а премьера была запланирована на 2022 год. Пол Тиббит стал режиссёром, а Брэди — сценаристом наряду с Брауном и ди Джузеппи, производство планировалось начать в 2022 году. В марте 2023 года было объявлено об актёрском составе, а также о том, что де Микко заменил Тиббита на посту режиссёра. Мультфильм вдохновлён фильмами Джона Хьюза, а также картинами «Отличница лёгкого поведения» (2010), «Леди Бёрд» (2017) и «Образование» (2019). Стефани Эконому написала музыку к мультфильму, а Мими Уэбб и Фрея Райдингз — оригинальные песни.
Мировая премьера мультфильма «Руби Гильман: Приключения кракена-подростка» состоялась 15 июня 2023 года на Международном фестивале анимационных фильмов в Анси. В прокат США он вышел 30 июня 2023 года, стран СНГ — 29 июня. Проект получил смешанные отзывы от критиков, хваливших озвучку и анимацию, но критиковавших сюжет, и провалился в прокате, собрав $45,5 млн при бюджете в $70 млн, став таким образом самым провальным фильмом DreamWorks с точки зрения сборов и принеся Universal убытки в размере $80 млн.

## Сюжет
Пятнадцатилетняя девушка по имени Руби Гильман живёт со своей семьёй среди людей в прибрежном городе Океанвиле. Её мать Агата запрещает ей идти на выпускной вечер из-за того, что мероприятие будет проходить на корабле в океане. Руби поначалу решает не идти, но её друзья Марго, Тревин и Блисс убеждают её пригласить её возлюбленного парня по имени Коннора. Когда она собирается это сделать, Коннор случайно падает в воду. девушка ныряет и спасает его, но вследствие контакта с солёной водой она превращается в кракена. Мать узнаёт об этом и преследует её, по пути воссоединяясь со своим братом Брилем. Они помогают ей успокоиться и уменьшиться до нормальных размеров.
Разъярённая из-за того, что Агата скрывала от неё эти способности, Руби с помощью Бриля сбегает, чтобы увидеться со своей бабушкой, Королевой-воительницей семи морей, которая просит называть её Гран-маман. От бабушки она узнаёт, что является наследной принцессой, а также о русалках и о том, как её мать целую вечность на них охотилась. Руби отказывается от трона, хотя ей и нравится тот факт, что она увиделась с бабушкой. По дороге домой её ловит пожилой моряк Гордон Брюзжабр и едва не убивает. Её спасает Челси де ля Мар, новенькая девушка в школе, которая оказывается русалкой.
На следующий день девушка пытается вернуться к нормальной жизни, однако в этот момент активно распространяется запись с ней в образе кракена. В конечном итоге она прогуливает школу с Челси, которая рассказывает о трезубце и о своей матери, королеве Нериссе, которая якобы была убита при попытке его вернуть. Она просит Руби раздобыть его с целью союза между кракенами и русалками, и Руби тренируется под началом своей бабушки, чтобы стать достаточно сильной и забрать трезубец.
В день выпускного девушка рассказывает матери о Челси. Огорчённая дружбой Руби с русалкой, Агата запрещает ей видеться с бабушкой. Руби сбегает, чтобы забрать трезубец для Челси. Когда она наконец его добывает, Челси раскрывает, что она на самом деле и есть Нерисса, вырастает до монстрических размеров и заваливает Руби камнями, а после собирается уничтожить город. Агата и Гран-маман дают ей отпор, в то время как Бриль находит рассерженную Руби. Он её приободряет, и она отправляется на поверхность, чтобы остановить Нериссу.
Понимая, что трезубец можно уничтожить, Руби, Агата и Гран-маман вместе уничтожают его своими лазерами из глаз, побеждают Нериссу и уменьшают её до нормальных размеров, после чего её ловит Гордон и держит в клетке. девушка мирится со своими друзьями и приглашает Коннора на бал, на что тот соглашается. Спустя некоторое время все возвращаются к своей привычной жизни, Руби и Коннор становятся парой, а сама Руби — защитницей Океанвиля.

## Роли озвучивали
- Лана Кондор — Руби Гильман, скромная пятнадцатилетняя девушка, второкурсница, стремящаяся вписаться в человеческое общество несмотря на то, что является кракеном[7]. Продюсер мультфильма Келли Куни описывает её как «поистине нормального подростка»[8].
- Тони Коллетт — Агата Гильман[9], гиперопекающая мать Руби и Сэма, дочь Гран-маман и жена Артура, работающая агентом по недвижимости и не желающая, чтобы дочь отправлялась к морю со своими потенциальными друзьями[7].
- Энни Мерфи — королева Нерисса / «Челси де ля Мэр», злобная королева русалок, желающая отомстить Гильманам и притворяющаяся человеком со снобистскими взглядами, популярной ученицей старшей школы Океанвиля. Она манипулирует Руби ради своей злой воли.[9].
- Колман Доминго — Артур Гильман[9], благосклонный отец Руби и Сэма и муж Агаты[7].
- Джейн Фонда — Гран-маман[9], Королева-воительница семи морей, бабушка Руби и Сэма, мать Агаты и Бриля, передающая свой трон по наследству Руби[7].
- Сэм Ричардсон — Бриль[9], энергичный дядя Руби и Сэма и брат Агаты[7].
- Уилл Форте — капитан Гордон Брюзжабр, престарелый моряк из Океанвиля, работающий гидом[7].
- Джабук Янг-Уайт[англ.] — Коннор, возлюбленный Руби, который, по-видимому, восхищается ей из-за её фракталов[7]
- Лайза Коши — Марго[9], яркая девушка и лучшая подруга Руби[7].
- Блю Чепмен — Сэм Гильман, второклассник, раздражающий младший брат Руби[7].
- Эдуардо Франко — Тревин, геймер и друг Руби[7].
- Рамона Янг[англ.] — Блисс, девушка-гот и подруга Руби[7].

Кроме того, Эко Келлум и Николь Байер озвучили Дага и Дженис соответственно. Ютуберы Preston и Бри Арсмент озвучили покупателя дома и туристку соответственно, кинокритик Джуджу Грин — учителя физкультуры, саунд-дизайнер Рэнди Том — конфетти-пушку, Аттикус Шейндлин — Тофера, а Сюзанн Бёрги — Кэрол.

## Производство
В июне 2021 года издание TheGWW сообщило о том, что студия DreamWorks Animation разрабатывает полнометражный мультфильм «Знакомство с Гильманами», уже ведутся поиски актёров, а премьера ожидается в 2022 году. Бывший шоураннер мультсериала «Губка Боб Квадратные Штаны» Пол Тиббит стал режиссёром, а Пэм Брэди — сценаристом. Лана Кондор, Лора Дерн и Майкл Шин получили роли Руби, её матери и отца соответственно, а Энни Мерфи досталась роль Кларисы. Крис Кусер и Кристи Сопер должны были стать исполнительными продюсерами. Производство также планировалось начать в 2022 году.
14 марта 2023 года актёры и съёмочная группа были объявлены на ирландском сайте Universal Pictures. Были подтверждены роли Кондор и Мерфи, а также участие новых актёров в лице Тони Коллетт, Сэма Ричардсона, Лайзы Коши, Уилла Форте, Колмана Доминго, Джабука Янга-Уайта, Блю Чепмен, Эдуардо Франко, Рамоны Янг, Эко Келлума, Николь Байер и Джейн Фонды; было также объявлено, что Кирк де Микко (заменивший Тиббита), Фэрин Перл и Келли Куни Силелла выступили режиссёром, сорежиссёром и продюсером соответственно. DreamWorks Animation также официально анонсировала проект под названием «Руби Гильман: Приключения кракена-подростка». Актёры, съёмочная группа и официальное название были объявлены публично спустя два дня. После выхода второго трейлера в мае 2023 года стало известно, что ветеран DreamWorks Майк Митчелл выступил исполнительным продюсером наряду с Рэйчел Зуссер.
В интервью Animation Magazine Силелла заявила, что мультфильм разрабатывался в течение нескольких лет. Изначально студии DreamWorks была предложена идея о семье морских чудовищ, переехавшей на сушу и скрывающейся у всех на виду. Она заявила следующее: «Наша героиня — очень приятный персонаж, и я не могу дождаться, когда зрители с ней познакомятся и влюбятся в неё так же, как и мы, потому как в начале фильма она причудливый, слегка неуверенный в себе, но великодушный персонаж, однако она скрывает секрет, который не может рассказать своим друзьям. Однако в конце концов внутри неё пробуждается кракен и это уже не скрыть. Она узнаёт, что ей предначертано быть большим, чем обычной старшеклассницей, — стать следующим защитником семи морей. Ей предстоит найти себя, принять ту часть себя, которую она так долго скрывала, и стать полноценным персонажем в истории, рассказанной в столь грандиозном масштабе». Де Микко заявил, что вдохновлялся фильмами Джона Хьюза, а также картинами «Отличница лёгкого поведения» (2010), «Леди Бёрд» (2017) и «Образование» (2019). При создании главной героини художник-постановщик Пьер-Оливье Винсент вдохновлялся телом осьминога, а также придал «округлости всему языку дизайна в мультфильме», от автомобилей до подводного мира.

### Музыка
16 марта 2023 года, после выхода первого трейлера, было подтверждено, что Стефани Эконому напишет музыку к фильму. 23 июня, за неделю до премьеры мультфильма, британская певица Мими Уэбб выпустила оригинальную песню «This Moment». 30 июня, в день премьеры фильма, вышел альбом саундтреков, а также оригинальная песня «Rise», исполненная Фреей Райдингз.

## Премьера

### Кинопрокат
Премьерный показ мультфильма «Руби Гильман: Приключения кракена-подростка» состоялся 15 июня 2023 года на Международном фестивале анимационных фильмов в Анси. В прокат США фильм вышел 30 июня. 19 июня мультфильм был показан заранее в различных кинотеатрах сети Regal Cinemas в рамках промо-кампании «Monday Mystery Movie». В СНГ премьера состоялась 29 июня.
В декабре 2022 года заместитель директора Universal Pictures International в Италии Массимо Проетти объявил, что премьера состоится в середине 2023 года. 16 марта 2023 года, когда вышел первый трейлер, стало известно, что выход запланирован на 30 июня того же года, когда ранее должен был выйти мультфильм Illumination «Миграция».

### Физические носители
В рамках 18-месячного соглашения с Netflix в течение четырёх месяцев фильм будет доступен на Peacock по схеме «pay-TV window», на следующие десять перейдёт на Netflix, а в оставшиеся четыре вернётся на Peacock.
«Руби Гильман: Приключения кракена-подростка» вышла на цифровых площадках 18 июля 2023 года, через 18 дней после выхода в прокат.

## Реакция

### Кассовые сборы
По состоянию на 21 января 2024 года «Руби Гильман: Приключения кракена-подростка» собрала $15,7 млн в США и Канаде и $29,7 млн на территории других стран, в общей сложности собрав $45,5 млн по всему миру.
В США и Канаде «Руби Гильман: Приключения кракена-подростка» вышел в прокат в один день с фильмом «Индиана Джонс и Колесо судьбы». Ожидалось, что в свой первый уикенд мультфильм соберёт приблизительно $4-8 млн в 3400 кинотеатрах. В первый день мультфильм собрал $2,3 млн, в том числе $725 000 во время предпоказов в четверг. Фильм дебютировал со сборами в $5,2 млн, показав худший открывающий уикенд среди проектов DreamWorks Animation с момента выхода мультфильма «Синдбад: Легенда семи морей» в 2003 году. Такие издания, как TheWrap, /Film и Variety, назвали причинами такого результата скудную рекламную кампанию, начавшуюся за три месяца до премьеры, вводящие в заблуждение трейлеры и конкуренцию в прокате с мультфильмами «Человек-паук: Паутина вселенных» и «Элементарно».

### Отзывы критиков
На сайте-агрегаторе рецензий Rotten Tomatoes мультфильм имеет рейтинг 67 % со средней оценкой 5,8 / 10 на основе 82 отзывов. Консенсус сайта гласит: «„Руби Гильман: Приключения кракена-подростка“ слишком засорён элементами из лучших мультфильмов чтобы быть поистине оригинальным, но его врождённая сладость и живая анимация делают его приятным семейным развлечением». Metacritic, выставляющий оценки по среднему арифметическому взвешенному, присвоил фильму 50 баллов из 100 на основе 27 отзывов, что соответствует статусу «смешанные или средние отзывы». Зрители, опрошенные для CinemaScore, дали фильму среднюю оценку «A—» по шкале от A+ до F, в то же время PostTrak сообщил о том, что 68 % посмотревших фильм дали положительную оценку.